# Jan Tobiasz Augustynowicz
Jan Tobiasz Augustynowicz (ur. 24 listopada 1664 we Lwowie, zm. 22 grudnia 1751) – duchowny ormiańskokatolicki.
Przedstawiciel rodu Augustynowiczów herbu Odrowąż. W 1711 wybrany biskupem-koadiutorem ormianskiej archidiecezji lwowskiej, konsekrowany na biskupa w 1713. W 1715 w pełni objął rządy w archidiecezji, po śmierci Wartana Hunaniana. W 1719 mianowany szambelanem papieskim i hrabią rzymskim przez papieża Klemensa XI.